# 순천복성고등학교
순천복성고등학교(順天福星高等學校)는 대한민국 전라남도 순천시 해룡면 복성리에 있는 공립 고등학교이다.

## 학교 연혁
- 2010년 12월 30일 : 순천복성고 설립인가(8학급, 완성 24학급)
- 2011년 3월 2일 : 순천복성고등학교 개교(공립 일반고 8학급, 완성 24학급)
- 2011년 3월 2일 : 선진형 교과교실제 운영
- 2013년 5월 10일 : 기숙사 복성학숙 개관(2022.02.28.폐관)
- 2016년 3월 1일 : 교육부지정 과학중점학교(2022.02.28.까지)
- 2016년 3월 1일 : 자율학교 지정, 재지정(2026.02.28.까지)
- 2017년 3월 1일 : 교육부지정 창의융합형 과학실 모델학교(2020.02.29.까지)
- 2020년 3월 1일 : 혁신전남형 과학중점학교 운영
- 2020년 3월 1일 : 고교학점제 선도학교 지정
- 2023년 9월 1일 : 제7대 강종수 교장 부임
- 2024년 2월 7일 : 제11회 졸업식(179명, 졸업 총원 2,627명)
- 2024년 3월 4일 : 제14회 입학 200명

## 참고 자료
- 순천복성고등학교 - 한국교육학술정보원 학교알리미